# Природно-заповедный фонд Кривого Рога
Природно-заповедный фонд Кривого Рога — объекты природно-заповедного фонда Украины, расположенные в черте города Кривой Рог.
Всего насчитывается 14 объектов, общей площадью 375,445 га, из них три, площадью 142,4 га, — объекты общегосударственного значения: Криворожский ботанический сад, ландшафтный заказник «Балка Северная Червоная» и геологический памятник природы «Скалы МОПРа». Остальные 11 являются объектами местного значения.

## Список
Зелёным выделены объекты общегосударственного значения.
| Изображение | Название                      | Категория                           | Тип           | Площадь, га | Год создания | Район города               |
| ----------- | ----------------------------- | ----------------------------------- | ------------- | ----------- | ------------ | -------------------------- |
|             | Балка Северная Червоная       | Заказник                            | Ландшафтный   | 26          | 1988         | Терновский район           |
|             | Скалы МОПРа                   | Памятник природы                    | Геологический | 62          | 1975         | Центрально-Городской район |
|             | Визирка                       | Заказник                            | Ландшафтный   | 121,1       | 2001         | Центрально-Городской район |
|             | Сланцевые скалы               | Памятник природы                    | Геологический | 4           | 1974         | Саксаганский район         |
|             | Выходы амфиболитов            | Памятник природы                    | Геологический | 5           | 1975         | Саксаганский район         |
|             | Выходы аркозовых песчаников   | Памятник природы                    | Геологический | 4           | 1972         | Ингулецкий район           |
|             | Песчаниковая скала            | Памятник природы                    | Геологический | 1           | 1974         | Ингулецкий район           |
|             | Скалеватские выходы           | Памятник природы                    | Геологический | 9           | 1972         | Ингулецкий район           |
|             | Дерево культурной груши       | Памятник природы                    | Ботанический  | 0,03        | 1990         | Саксаганский район         |
|             | Парк имени Фёдора Мершавцева  | Памятник садово-паркового искусства |               | 36          | 1972         | Центрально-Городской район |
|             | Криворожский ботанический сад | Ботанический сад                    |               | 75          | 1983         | Терновский район           |
|             | Долгинцевский дендропарк      | Ботанический сад                    |               | 27          | 1993         | Долгинцевский район        |
|             | Балка Северная Червоная       | Заказник                            | Ландшафтный   | 28,3        | 1983         | Терновский район           |
|             | Старинная груша на Карнаватке | Памятник природы                    | Ботанический  | 0,015       | 2010         | Центрально-Городской район |